# Commando du désert (série télévisée)
Pour les articles homonymes, voir Commando du désert.
Commando du désert (The Rat Patrol) est une série télévisée américaine en 58 épisodes de 30 minutes, créée par Tom Gries pour Mirisch-Rich TV et diffusée entre le 12 septembre 1966 et le 18 mars 1968 sur le réseau ABC.
Au Québec, la série a été diffusée à partir du 9 septembre 1967 à la Télévision de Radio-Canada. Elle a aussi été diffusée en France sur la première chaîne de l'ORTF puis rediffusée sur M6 jusqu'en 1992 puis dès septembre 1992 sur France 3 et RTL9.

## Synopsis
Les missions d'un commando de l'armée américaine basé en Afrique du Nord pendant la Seconde Guerre mondiale.

## Distribution
Les quatre membres du commando
- Christopher George (VQ : Léo Ilial) : Sam Troy, sergent
- Gary Raymond (VQ : Ronald France) : Jack Moffitt, sergent
- Lawrence P. Casey (VQ : Jean Besré) : Mark Hitchcock, caporal
- Justin Tarr : Tully Pettigrew, soldat (PFC)

Autres
- Eric Braeden (VQ : Julien Bessette) : Hans Dietrich (Hans Gudegast au générique)

 Source et légende : version québécoise (VQ) sur Doublage.qc.ca

## Épisodes

### Saison 1 (1966-1967)
1. La Chasse (The Chase of Fire Raid)
2. La vie contre la mort (The Life Against Death Raid)
3. Le raid le plus fou de tous (The Wildest Raid of All)
4. Infiltrer (The Kill or Be Killed Raid)
5. La chaîne de la mort (The Chain of Death Raid)
6. La mission de Frank Griffin (The Do or Die Raid)
7. Le bluff de l'aveugle (The Blind Man's Bluff Raid)
8. Le raid fatal (The Fatal Chase Raid)
9. Le grand raid (The Blow Sky High Raid)
10. Le moment du raid sur la trêve (The Moment of Truce Raid)
11. Le raid mortel (The Deadly Double Raid)
12. La patrouille des rats (The Gun Runner Raid)
13. Le Phare (The Lighthouse Raid)
14. Le sauvetage (The Dare-Devil Rescue Raid)
15. Le dernier raid dans le port (1/3) (The Last Harbor Raid (1/3))
16. Le dernier raid dans le port (2/3) (The Last Harbor Raid (2/3))
17. Le dernier raid dans le port (3/3) (The Last Harbor Raid (3/3))
18. Celui qui a obtenu un raid (The One That Got Away Raid)
19. Deux pour un raid (Two for One Raid)
20. Le raid de la dernière chance (The Last Chance Raid)
21. B négatif (The B Negative Raid)
22. La pièce à conviction (The Exhibit A Raid)
23. Le raid de la guerre sacrée (The Holy War Raid)
24. Le raid contre le temps (The Two Against Time Raid)
25. La conférence (The Wild Goose Raid)
26. Le radium (The Bring 'Em Back Alive Raid)
27. Emmenez-moi à votre chef de raid (Take Me to Your Leader Raid)
28. Le double ou rien (The Double or Nothing Raid)
29. Le Raid des heures (The Hour Glass Raid)
30. Masque un (Mask-A-Raid)
31. Incendie et soufre (The Fire and Brimstone Raid)
32. Le Raid Delilah (The Delilah Raid)

### Saison 2 (1967-1968)
1. La trêve d'Aburah (The Truce at Aburah Raid)
2. Le raid de David et Goliath (The David and Goliath Raid)
3. Le procès par le feu (The Trial by Fire Raid)
4. Un petit fort allemand (The Darers Go First Raid)
5. L'amour de ton ennemi (The Love Thine Enemy Raid)
6. Le raid le plus sombre (The Darkest Raid)
7. La patrouille de rats est capturée (The Death Do Us Part Raid)
8. Au cours d'une bataille (The Do-Re-Mi Raid)
9. Le Royaume (The Kingdom Come Raid)
10. Le raid cache-cache (The Hide and Go Seek Raid)
11. Le raid violent de Truce (The Violent Truce Raid)
12. La vie pour une vie (The Life for a Life Raid)
13. Le raid de la cinquième roue (The Fifth Wheel Raid)
14. La base navale secrète (The Two If by Sea Raid)
15. Une petite ville arabe (The Street Urchin Raid)
16. Le pipeline vers le désastre (The Pipeline to Disaster Raid)
17. Un sous-marin (The Boomerang Raid)
18. Réunion fatale (The Fatal Reunion Raid)
19. Le leurre (The Decoy Raid)
20. Un piège rusé (The Touch and Go Raid)
21. Le Raid Mortel (The Field of Death Raid)
22. Le double péril (The Double Jeopardy Raid)
23. Mission dangereuse (The Hickory Dickory Dock Raid)
24. Un micro-film (The Tug of War Raid)
25. Sergent Troy est capturé (The Never Say Die Raid)
26. Le meurtre (The Kill at Koorlea Raid)